# 鲍科什·卡罗伊
鲍科什·卡罗伊（匈牙利語：Bakos Károly，1943年3月2日—），匈牙利男子举重运动员。他曾代表匈牙利参加1968年夏季奥林匹克运动会举重比赛，获得男子75公斤级铜牌。